# 훙차오구

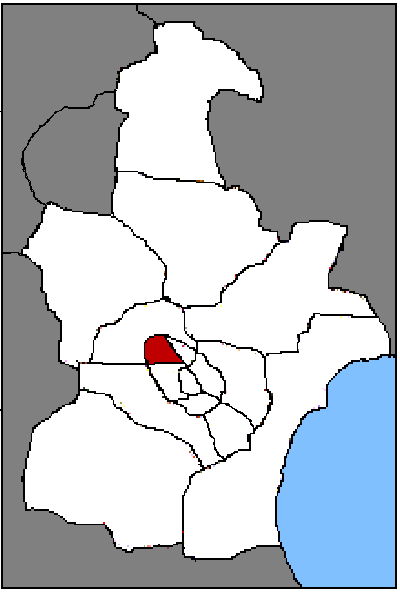
훙차오구의 위치

훙차오구(한국어: 홍교구,중국어: 红桥区), 병음: Hōngqiáo Qū)는 중화인민공화국 톈진시의 행정구역이다. 넓이는 21km2이고, 인구는 2007년 기준으로 560,000명이다. 구 이름은 하이허를 지나는 대홍교에서 유래되었다.

## 행정 구역
10개 가도를 관할한다.
- 가도: 西于庄街道, 双环村街道, 咸阳北路街道, 丁字沽街道, 西沽街道, 三条石街道, 邵公庄街道, 芥园道街道, 铃铛阁街道, 大胡同街道.